# Wolfgang Lotz
 (juillet 2014).
Si vous disposez d'ouvrages ou d'articles de référence ou si vous connaissez des sites web de qualité traitant du thème abordé ici, merci de compléter l'article en donnant les références utiles à sa vérifiabilité et en les liant à la section « Notes et références ».
Pour les articles homonymes, voir Lotz.
Wolfgang Lotz né le 6 janvier 1921 à Mannheim en Allemagne et mort à Munich le 13 mai 1993 est un espion israélien.

## Biographie
Wolfgang Lotz est né à Mannheim, en Allemagne, en 1921 d'une mère juive, Helene, et d'un père allemand non juif, Hans. Hans Lotz était un metteur en scène de théâtre qui travaillait aux côtés de son épouse, une actrice. Ses parents étaient non-religieux au point que la mère de Lotz ne se soucia même pas de faire circoncire son fils à la naissance, contrairement à la pratique juive. Ceci s'est avéré plus tard avantageux dans sa carrière d'espion; le fait que Lotz n'ait pas été circoncis lui a permis de convaincre les autres qu'il n'était pas juif.
Ses parents divorcent en 1931. En 1933, après l'arrivée au pouvoir d'Adolf Hitler, Lotz et sa mère émigrent en Palestine et s'installent à Tel-Aviv. Il adopta le nom hébreu de Zeev Gur-Arie et commença à étudier à l'école d'agriculture de Ben-Shemen. En 1936, il rejoignit la Haganah, une organisation paramilitaire sioniste, et assuma un certain nombre de tâches liées à la sécurité.
Après le déclenchement de la Seconde Guerre mondiale en 1939, Lotz est recruté dans l'armée britannique en raison de sa connaissance de la langue allemande. Il est en poste en Égypte, où il rejoint une unité de renseignement et a principalement pour mission d'interroger des prisonniers de guerre allemands. Après la guerre, il retourne en Israël et participe à la contrebande d'armes pour la Haganah.
Il devient père de famille, il a un garçon (Oded Gur Arie) et une femme, tous deux Israéliens. Au début de la guerre d'indépendance en 1948, Lotz rejoignit les Forces de défense israéliennes nouvellement formées et servit avec le grade de capitaine. Il prit part à la bataille autour de Latroun. Pendant la guerre du Sinaï en 1956, quand Israël, le Royaume-Uni et la France attaquèrent l'Égypte, Lotz accéda au rang de commandant et commanda une brigade d'infanterie.
Sa principale mission se passe en Égypte dans les années 1960 où il épouse Waldraut Neumann, une Allemande. Il est en réalité un espion, major au sein du Mossad. Au Caire, où il ouvre un haras, il se fait passer pour un ancien nazi allemand. Il mène ainsi une double vie pendant quatre ans, ne revenant à Paris, où se trouvent sa première épouse et son fils, qu'à intervalle de plusieurs mois. Aucune de ses deux épouses ne connaît l'existence de l'autre.
En 1965, il est arrêté pour espionnage, mais les Égyptiens le prennent pour un Allemand enrôlé par le Mossad, avant de découvrir qu'il est israélien. Lotz est condamné à la prison à vie et son épouse à trois ans de prison. Tous deux sont libérés en 1968 lors d'un échange de prisonniers suivant la guerre des Six Jours. Son rôle mondain au sein de la communauté allemande d'Égypte lui vaut le surnom d'« espion au champagne » lorsqu'il raconte et publie ses souvenirs.
Mort en 1993 à Munich en Allemagne dans la pauvreté et oublié de tous, il a pu être enterré en Israël avec les honneurs militaires.

### Filmographie
- 2006 : L'espion au champagne, film documentaire de Nadav Schirman, diffusé sur Arte le 18 novembre 2007